# Sweet Home Rock'n Roll Tour
『Sweet Home Rock'n Roll Tour』は、YUKIのソロ活動初のライブ・ビデオ作品である。2005年3月2日にリリースされた。

## 概要
2004年9月30日にZepp Tokyoにて行われたツアー「Sweet Home Rock'n Roll Tour」の東京公演から選りすぐりの15曲を収録しており、ビデオクリップ集『ユキビデオ』と同時発売された。

## 収録内容
1. Good Times
2. the end of shite
3. ストロベリー
4. ロックンロールスター
5. プリズム
6. 砂漠に咲いた花
7. AIR WAVE
8. Home Sweet Home
9. ファンキー・フルーツ
10. JOY
11. Rainbow st.
12. 惑星に乗れ
13. ハミングバード
14. WAGON
15. ハローグッバイ

## ツアー日程
| 公演数 | 開催日  | 会場         |
| ------ | ------- | ------------ |
| 01     | 9月22日 | なんばHatch  |
| 02     | 9月24日 | Zepp Sendai  |
| 03     | 9月28日 | Zepp Fukuoka |
| 04     | 9月30日 | Zepp Tokyo   |